# São Jerónimo no estúdio (Dürer)
São Jerónimo no estúdio (em alemão:  Der heilige Hieronymus im Gehäus) é uma calcogravura datada de 1513 do mestre alemão Albrecht Dürer.
A gravura representa São Jerónimo, santo e teólogo católico, sentado a uma mesa a ler e escrever num estúdio acompanhado da habitual iconografia, designadamente um leão.  
É uma das três Meisterstiche (gravuras principais) juntamente com O Cavaleiro, a Morte e o Diabo (1513) e Melancolia I (1514) criadas num período em que Dürer quase deixou de trabalhar em pintura ou xilogravura para se concentrar em calcogravuras.
No conjunto, as três gravuras têm sido entendidas como representando as três esferas da atividade reconhecidas nos tempos medievais: O Cavaleiro, a Morte e o Diabo pertence à esfera moral e à vida activa, Melancolia I representa a esfera intelectual e S. Jerónimo no estúdio representa a vida teológica e contemplativa.

## Descrição e interpretação
São Jerónimo está representado ao fundo da sua cela que é iluminada à esquerda por uma grande janela. Em primeiro plano estão os fiéis leão e cachorrinho. O chapéu de cardeal também é inevitável, neste caso pendurado na parede. Entre as numerosas referências simbólicas, um crânio está à esquerda enquanto memento mori.
São Jerónimo está sentado à mesa absorto no trabalho de escrita. A mesa, sobre a qual está um crucifixo, é típica da Renascença. Uma linha imaginária vai da cabeça de Jerónimo e passando pelo crucifixo ao crânio que está no parapeito da janela, como fazendo o contraste entre a morte e a ressurreição. O leão em primeiro plano faz parte da tradicional iconografia de São Jerónimo, e perto dele está um cão adormecido, um animal encontrado com frequência nas obras de Dürer, simbolizando a lealdade. Ambas as criaturas fazem parte da história de Jerónimo na Lenda Dourada (c. 1260) que era constituída por hagiografias fantasiosas de santos.
A composição tem um carácter íntimo mas o observador tem dificuldade em se posicionar no espaço da imagem. Thomas Puttfarken sugere que, embora a cena seja muito próxima do observador, Dürer não pretendia que o espectador se sentisse nela presente: "a intimidade não é a nossa, é o Santo que está absorvido no estudo e na meditação".
O historiador de arte Erwin Panofsky referiu acerca da perspectiva: "A posição do ponto de obervação, afastado do centro, fortalece a impressão de uma representação determinada não pela lei objectiva da arquitectura, mas pelo ponto de vista subjectivo do espectador que acaba de entrar - uma representação que deve precisamente a esta perspectiva grande parte do seu efeito de especial "intimidade".

### Jonas e a videira de cabaça
Ao colocar uma cabaça seca pendurada nas vigas do tecto, Dürer evoca a determinação de São Jerónimo numa longa polémica filológica com Santo Agostinho sobre a designação da planta de crescimento rápido conhecida em hebraico como קיקיון (qiyqayown) que se encontra uma única vez na Bíblia, no Livro de Jonas (Jonas 4:).
O Livro de Jonas IV acaba abruptamente com uma questão formulada por Deus a Jonas, baseado no termo figurativo de uma videira de  crescimento rápido. Jerónimo preferia a palavra grega hedera (do grego, que significa hera), ao contrário de Agostinho que preferia o termo latino mais comum cucurbita, talvez para evitar a confusão com a imagem usada por Cristo no Discurso de adeus: "Eu sou a videira; vós sois as varas" (João 15:1–5). Mas a posição de Agostinho era prevalecente no tempo de Dürer.

## História
São Jerónimo, protótipo do erudito humanista, já havia sido representado por Dürer numa xilogravura de 1492, num estudo de caneta de 1511 (no Metropolitan Museum) e também na pintura São Jerónimo de 1521 que está no MNAA:

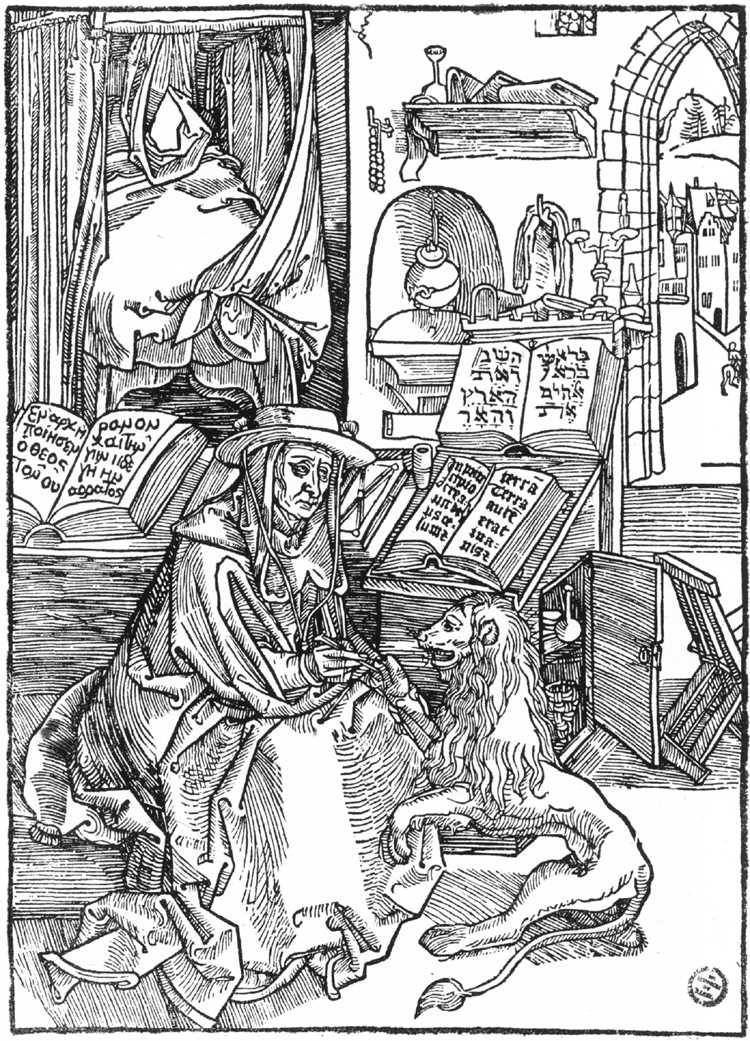
São Jerónimo e o leão (1492)
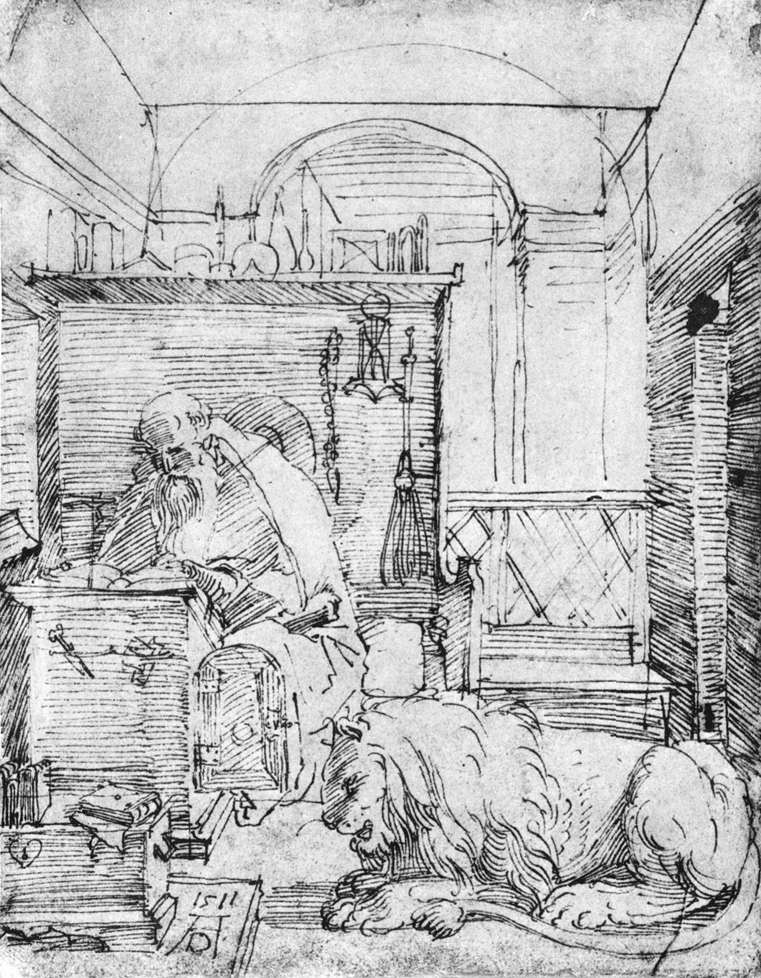
São Jerónimo no estúdio (1511)
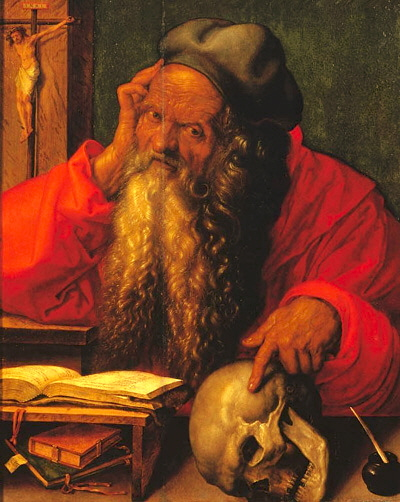
São Jerónimo (1521)